# کرولاندیا
کرولاندیا (به پرتغالی: Cravolândia) یک منطقهٔ مسکونی در برزیل است که در باهیا واقع شده‌است. کرولاندیا ۱۸۲٫۵۸۵ کیلومتر مربع مساحت و ۵٬۳۵۱ نفر جمعیت دارد.